# .mp
.mpは国別コードトップレベルドメイン（ccTLD）の一つで、アメリカ合衆国の保護領・北マリアナ諸島に割り当てられている。このドメイン上の北マリアナ諸島に関するサイトは、.gov.mpの下の政府機関サイトと、.org.mp及び.co.mp以下の少数のサイト程度しかない。2008年のdotMP coming summer 2008で、次のような宣言がなされた。
- it's all about you
- it's about identity
- it's about ownership
- it's about communication
- it's about community
- it's about relationships
- it's about privacy
- it's about people
- it's about life
- it's about sharing[1]

## 公式登録サイト
ICANN WHOISは、nic.mpとget.mpに2つの公式登録サイトを置いている。

## Chi.mp
Chi.mpサイトは現在β版の段階であり、βコードを持つものは無料で.mpドメインを持つことができる。